# باشگاه فوتبال تانجونگ پاگار یونایتد
باشگاه فوتبال تانجونگ پاگار یونایتد یک باشگاه فوتبال حرفه ای است که در کوئینزتاون سنگاپور واقع شده است. این باشگاه در حال حاضر در لیگ برتر سنگاپور، بالاترین سطح فوتبال سنگاپور، رقابت می‌کند.
تانجونگ پاگار یونایتد از سال ۱۹۹۶ تا ۲۰۰۴ و از سال ۲۰۱۱ تا ۲۰۱۴ در لیگ است. باشگاه پس از فصل ۲۰۰۴ به دلیل مشکلات مالی از لیگ کنار رفت، اما در سال ۲۰۱۱ با چندین وقفه مشابه در این بین بازگشت. این باشگاه از سال ۲۰۲۰ بازگشته است.

## بازیکنان ایرانی
- صمد مرفاوی